# کاواساکی کی-۶۴
کاواساکی کی-۶۴ (به ژاپنی: キ۶۴) یک جنگنده تک‌باله بال‌پایین تک‌موتوره تک‌سرنشین ساخت شرکت کاواساکی در امپراتوری ژاپن بود. کی-۶۴ دو ویژگی غیرعادی در طراحی خود داشت. نخست این که در این هواگرد دو موتور به صورت پشت‌سرهم در خط مرکز قرار گرفته بود که دو ملخ را در خلاف جهت هم می‌چرخاندند و دیگری استفاده از سطح بال‌ها به عنوان رادیاتور برای موتورهای خنک‌شونده با آب آن بود. این هواگرد نخستین پرواز خود را ماه دسامبر سال ۱۹۴۳ انجام داد. پیش‌نمونه کی-۶۰ هنگام پرواز آزمایشی دچار آسیب شد و متعاقباً کار بر روی آن متوقف گردید.

## طراحی و توسعه
کی-۶۴ یک هواگرد تک‌باله تک‌سرنشین با ساختی تمام فلزی و شاسی نیمه‌یکپارچه بود. نیرومحرکه کی-۶۴ توسط موتور کاواساکی ها-۲۰۱ تأمین می‌شد که خود متشکل از دو موتور کاواساکی ها-۴۰ بود که به صورت پشت‌سرهم نصب شده بودند. بدین ترتیب کی-۶۴ پیکربندی نامتعارفی داشت که در آن دو موتور هر دو در خط مرکز هواگرد با به چرخش درآوردن دو ملخ در خلاف جهت یکدیگر، رانش ایجاد می‌کردند. این حالت توان ترکیبی ۲٬۳۵۰ اسب بخار در هنگام برخاستن برای هواگرد فراهم می‌آورد.
علاوه بر این یک ویژگی نامتعارف دیگر کی-۶۴ استفاده از سامانه خنک‌سازی بخار آب بود که سطوح خنک‌کننده آن سه هفتم از مساحت بال‌ها را می‌پوشاند.
برای کی-۶۴ استفاده از چهار توپ خودکار ۲۰ م‌م یا دو توپ خودکار و دو مسلسل ۱۲٫۷ م‌م پیشنهاد شد.
پیش‌نمونه کی-۶۴ ماه نوامبر سال ۱۹۴۳ تکمیل شد. در جریان پرواز پنجم محفظه موتور پشتی آتش گرفت و هواگرد وادار به فرود اضطراری شد. آسیب وارد آمده به پیش‌نمونه هنوز تعمیر نشده بود که میانه سال ۱۹۴۴ کار بیشتر بر روی کی-۶۴ تعلیق شد.

## مشخصات فنی
برآورد تولیدکننده:
مشخصات عمومی
- خدمه: ۱ نفر
- طول: ۱۱٫۰۳ متر
- طول بال: ۱۳٫۵ متر
- ارتفاع: ۴٫۲۵ متر
- مساحت بال: ۲۸ متر مربع
- وزن خالی: ۴٬۰۵۰ کیلوگرم
- وزن بارگذاری‌شده: ۵٬۱۰۰ کیلوگرم
- نیرومحرکه: ۱ × موتور کاواساکی ها-۲۰۱ خود متشکل از ۲ × موتور وی معکوس ۱۲ سیلندر کاواساکی ها-۴۰ خنک‌شونده با آب پشت‌سرهم: ۱٬۱۷۵ اسب بخار هنگام برخاستن

عملکرد
- حداکثر سرعت: ۷۰۰ کیلومتر بر ساعت در ۴٬۰۰۰ متری
- سرعت اوج‌گیری: ۵٬۰۰۰ متر در ۵٫۵ دقیقه
- برد: ۵۰۰ کیلومتر

تسلیحات (پیشنهادی)
- ۴ × توپ خودکار ۲۰ م‌م یا ۲ × توپ خودکار ۲۰ م‌م و ۲ × مسلسل ۱۲٫۷ م‌م